# Villa Teresa
Villa Teresa is een centrum voor kamermuziek in Coswig in de Duitse deelstaat Saksen. Het is gewijd aan de pianisten Eugen d'Albert en Teresa Carreño. Het museum werd in 2002 geopend. De villa herbergt een museum, concertruimte en archief.
Villa Teresa bevindt zich in het voormalige vissersdorp Kötitz dat inmiddels met Coswig is vergroeid. De villa werd in 1873 gebouwd in de toen gangbare neorenaissance-stijl. In de periode van 1891 tot 1895 woonden de beide pianisten in dit huis. Het huis is uitgeroepen tot cultureel erfgoed.
In 1995 werd de Förderverein Villa Teresa opgericht die aan de basis staat van het centrum. Op dat moment was de villa nog een woonhuis en enkele jaren erna werd de bestemming gewijzigd. Vanaf 1999 werd een grondige renovatie van het pand aangevangen, onder meer door de façade met behulp van oude foto's te herstellen. Het museum werd in 2002 geopend.
De bovenverdieping is ingericht als gedenkkamer. In het muziekcentrum zijn een vleugel, meubelen, spiegels, kroonluchters, foto's, brieven en een groot aantal andere stukken te zien die aan hun levens herinneren. Daarnaast is er een klein archief aanwezig voor onderzoek. Tijdens de renovatie werden de grote salons en eetkamer omgebouwd naar een concertruimte met plaats voor honderd mensen.
Het park is voor bezoekers toegankelijk. Deze is te bereiken via trappen aan de oost- en westzijde. Een deel is ingericht in Engelse stijl. Er zijn een dijkje met een boogbrug, een componeerpavillion en een Japans theehuis te zien.